# Ryuji Kato
Ryuji Kato (Tokio, 24 december 1969) is een voormalig Japans voetballer.

## Carrière
Ryuji Kato speelde tussen 1988 en 2007 voor Toho Titanium, Tokyo Gas, PJM Futures, Kashiwa Reysol, Consadole Sapporo, Sanfrecce Hiroshima, Sagawa Express Tokyo en Rosso Kumamoto.